# 「迴旋鏢」-BM遙控炮塔

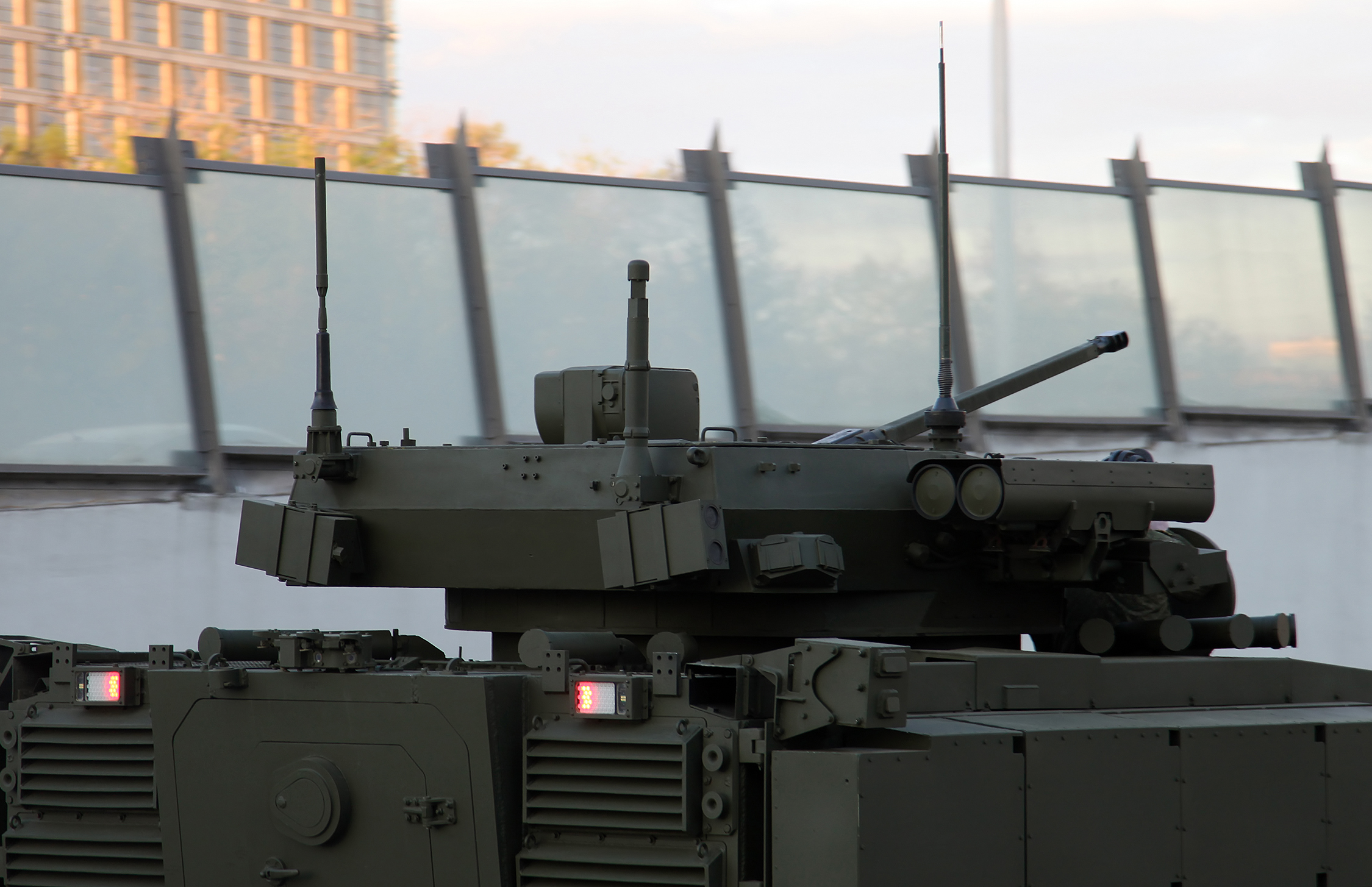
安裝於庫爾干人-25步兵戰車上的「迴旋鏢」-BM遙控炮塔。

「迴旋鏢」-BM遙控炮塔（俄語：Бумеранг-БМ；俄語羅馬化：Bumerang-BM），或稱為「時代」（Epoch）遙控炮塔，是一款專為T-15阿瑪塔步兵戰車、庫爾干人-25步兵戰車以及迴旋鏢裝甲運兵車等武器平台研發的遠端操控武裝炮塔。首次公開亮相於2015年莫斯科勝利日閱兵的預演中，當時這款炮塔被安裝於上述各款武器平台上。

## 設計
迴旋鏢遙控炮塔是由俄羅斯聯邦儀器設計局所設計的。

### 武裝
迴旋鏢遙控炮塔的主要武裝為一門2A42 30毫米機炮，備彈500發，並可使用穿甲彈以及高爆彈。次要武裝則為一挺7.62毫米PKT同軸機槍。
炮塔兩側亦可加掛兩具9M133短號反坦克導彈。
炮塔本身裝有一具遠距離目標感知搜索/追蹤儀器，這使30毫米機炮日夜皆可與距離5500公尺外的目標交戰。

## 用戶
- 俄羅斯